# Ostałowice
Ostałowice (ukr. Осталовичі) – wieś na Ukrainie w rejonie lwowskim (wcześniej w rejonie przemyślańskim) należącym do obwodu lwowskiego.

## Położenie
Na podstawie Słownika geograficznego Królestwa Polskiego i innych krajów słowiańskich: Ostałowice to wieś w powiecie przemyślańskim, 8-9 km na południe od Przemyślan.

## Pałac
- pałac wybudowany około 1750 r. przez Józefa Rudnickiego. Obiekt znajdował się w parku krajobrazowym[2].